# لشکر ۱۱ پیاده پاکستان
لشکر ۱۱ پیاده پاکستان (انگلیسی: 11th Infantry Division) یا لشکر تبر جنگی یک لشکر پیاده‌نظام فعال در نیروی زمینی پاکستان است. این لشکر در حال حاضر تحت فرماندهی سپاه چهارم فعالیت می‌کند و مسئول دفاع از لاهور و مناطق اطراف آن است.
این لشکر درست قبل از جنگ دوم هند و پاکستان در سال ۱۹۶۵ تشکیل شد. پیش از این، فرمانده وقت ارتش، ژنرال محمد موسی، خواستار ایجاد دو لشکر جدید شده بود، این درخواست توسط دولت با استناد به فضای امنیتی مساعد، کمبود بودجه و عدم تمایل عمومی ایالات متحده برای تأمین مالی قیام‌های جدید تحت طرح کمک‌های نظامی خارجی رد شد.
پس از جنگ هند و چین در سال ۱۹۶۲، ارتش هند شاهد افزایش قابل توجهی در تعداد و توانایی‌های خود بود و بنابراین، دولت پاکستان موضع خود را تغییر داد و این لشکر تحت نظارت سرلشکر عبدالحمید خان، فرمانده ذخیره ارتش، تشکیل شد. سپس این لشکر به دفاع از لاهور اختصاص داده شد.